# Pallone d'oro 1971

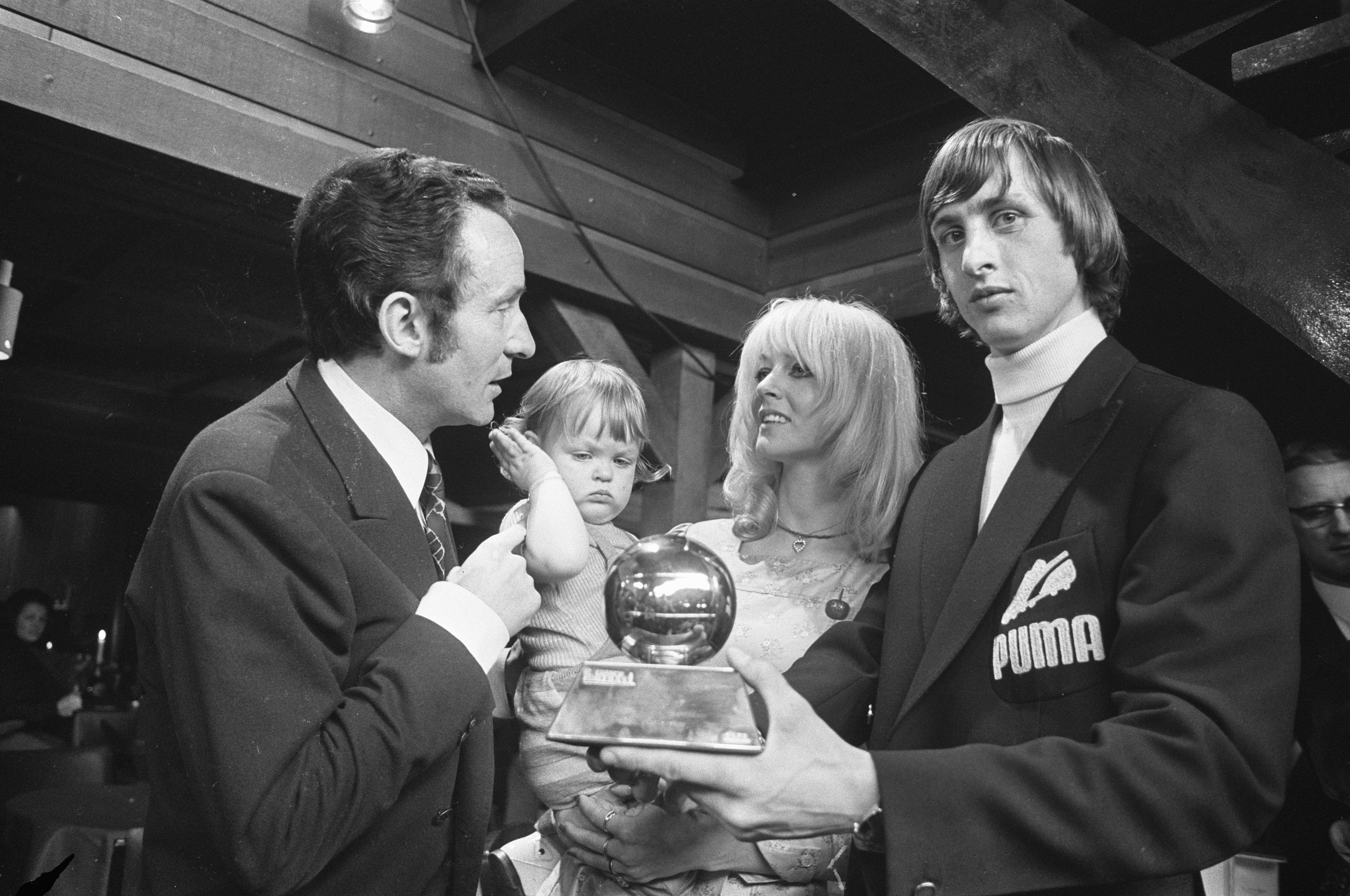
Johan Cruijff, vincitore del Pallone d'oro 1971

L’edizione 1971 del Pallone d'oro, 16ª edizione del premio calcistico istituito dalla rivista francese France Football, fu vinta dall'olandese Johan Cruijff (Ajax).
I giurati che votarono furono 26, provenienti da Austria, Belgio, Bulgaria, Cecoslovacchia, Danimarca, Finlandia, Francia, Germania Est, Germania Ovest, Grecia, Inghilterra, Irlanda, Italia, Jugoslavia, Lussemburgo, Norvegia, Paesi Bassi, Polonia, Portogallo, Romania, Spagna, Svezia, Svizzera, Turchia, Ungheria e Unione Sovietica.